# Demîdivka, Jmerînka
Demîdivka (în ucraineană Демидівка) este localitatea de reședință a comunei Demîdivka din raionul Jmerînka, regiunea Vinnița, Ucraina.

## Demografie
Componența lingvistică a localității Demîdivka
     Ucraineană (98,4%)
     Rusă (1,28%)
Conform recensământului din 2001, majoritatea populației localității Demîdivka era vorbitoare de ucraineană (98,4%), existând în minoritate și vorbitori de rusă (1,28%).